# Dick Rosenthal
Richard Anthony Rosenthal, detto Dick (St. Louis, 20 gennaio 1930 – Estero, 11 giugno 2024), è stato un cestista e dirigente sportivo statunitense, professionista nella NBA.

## Carriera
Venne selezionato dai Fort Wayne Pistons al primo giro del Draft NBA 1954 (4ª scelta assoluta).